# 巴布科克环形山
巴布科克环形山（Babcock）是月球背面位于史密斯海东北边沿的一座撞击坑，约形成于45.5-39.2亿年前的前酒海纪，其名称取自美国天文学家哈罗德·D·巴布科克（Harold D. Babcock，1882年-1968年），1970年被国际天文学联合会批准接受。

## 描述

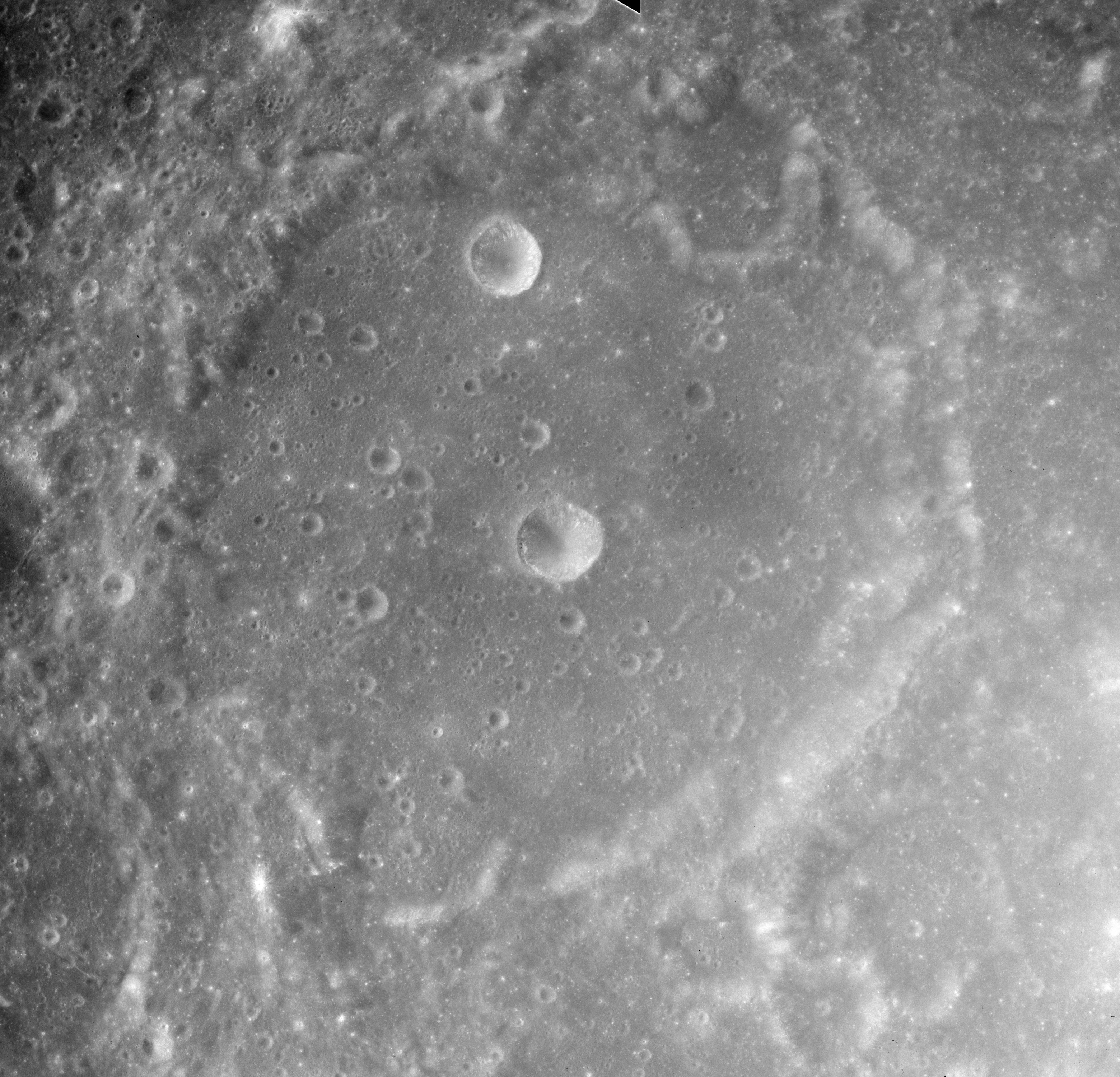
阿波罗16号测绘相机拍摄的图像

该陨坑西侧靠近纳恩陨石坑、西北毗邻央斯基环形山、德雷耳环形山位于它的东北、东北偏东坐落了埃罗环形山、而南面则横亘着浦金野环形山。该陨坑中心月面坐标为4°08′N 94°08′E / 4.13°N 94.14°E，直径95.28公里，深度约2.84公里。
巴布科克环形山边缘外观已被后续的撞击侵蚀、凿刻和更改，形成一圈嶙峋参差的外侧壁。东北侧内壁上覆盖了一座小撞击坑。该环形山坑壁最大高出周边地形1450米，内部容积约有8873立方千米。碗状的坑底已被熔岩填塞，表面较为平坦，坑底中心坐落了一座直径10.3公里的陨坑-扎夏德科陨石坑。巴布科克环形山所在区域过去曾被玄武岩熔岩流淹没，形成一处相对平坦的表面以及一些隆起于月表之上类似弧形山脊的幽灵坑残壁。
该环形山所在月表区域，有时在月球摄动期间，偶尔会进入地球视野范围，虽然只能看到它的侧面，但尚可看清楚一些小的细节。

## 卫星陨石坑
按惯例，最靠近巴布科克环形山的卫星坑在月图上将在其中心点旁放置一字母来标注它们。

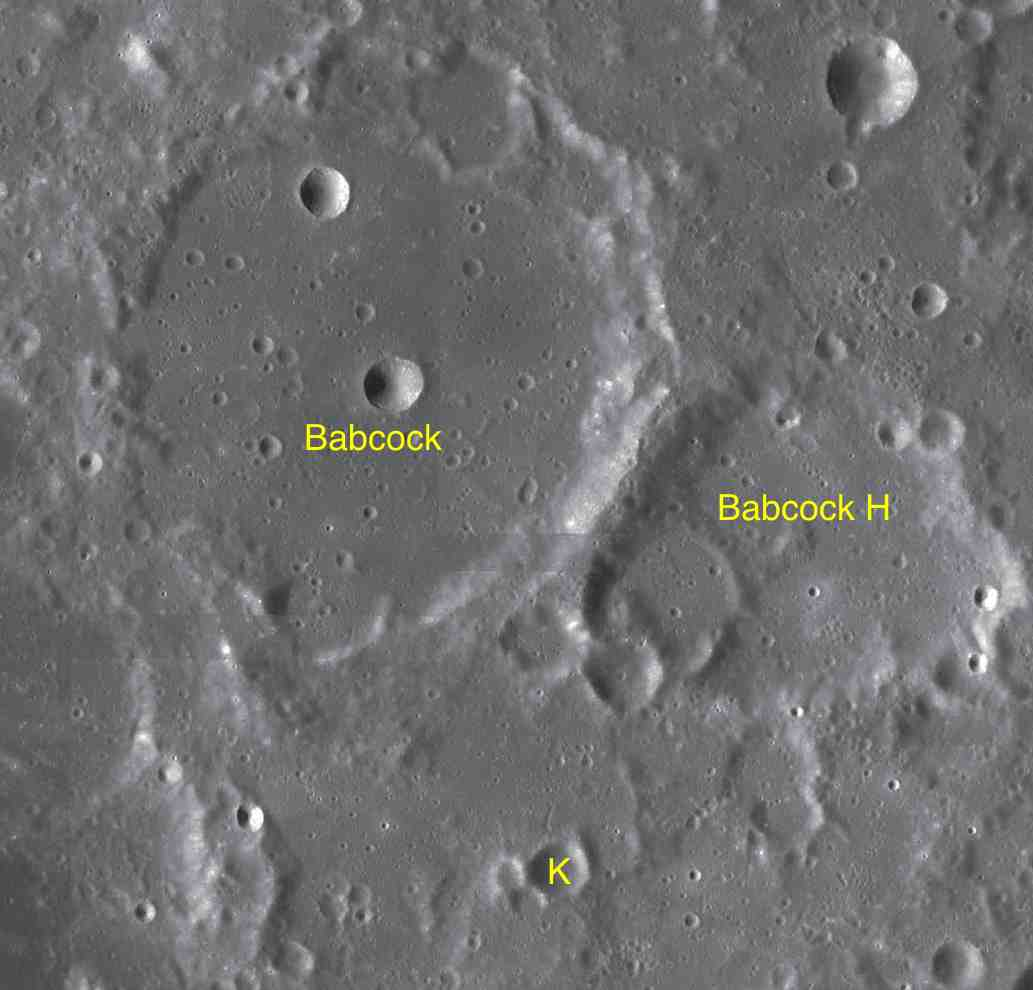
LAC-64 区域图

| 巴布科克 | 纬度   | 经度    | 直径    |
| -------- | ------ | ------- | ------- |
| H        | 3.0° N | 96.5° E | 63 公里 |
| K        | 1.2° N | 95.2° E | 10 公里 |

- 卫星坑巴布科克 H约形成于前酒海纪[1]。

## 另请参阅
- Andersson, L. E.; Whitaker, E. A. . NASA RP-1097. 1982.
- Blue, Jennifer. . USGS. July 25, 2007  [2007-08-05]. （原始内容存档于2018-12-25）.
- Bussey, B.; Spudis, P. . New York: Cambridge University Press. 2004. ISBN 978-0-521-81528-4.
- Cocks, Elijah E.; Cocks, Josiah C. . Tudor Publishers. 1995. ISBN 978-0-936389-27-1.
- McDowell, Jonathan. . Jonathan's Space Report. July 15, 2007  [2007-10-24]. （原始内容存档于2018-12-25）.
- Menzel, D. H.; Minnaert, M.; Levin, B.; Dollfus, A.; Bell, B. . Space Science Reviews. 1971, 12 (2): 136–186. Bibcode:1971SSRv...12..136M. doi:10.1007/BF00171763.
- Moore, Patrick. . Sterling Publishing Co. 2001. ISBN 978-0-304-35469-6.
- Price, Fred W. . Cambridge University Press. 1988. ISBN 978-0-521-33500-3.
- Rükl, Antonín. . Kalmbach Books. 1990. ISBN 978-0-913135-17-4.
- Webb, Rev. T. W.  6th revised. Dover. 1962. ISBN 978-0-486-20917-3.
- Whitaker, Ewen A. . Cambridge University Press. 1999. ISBN 978-0-521-62248-6.
- Wlasuk, Peter T. . Springer. 2000. ISBN 978-1-85233-193-1.